# Drzązna
Drzązna – wieś w Polsce, położona w województwie łódzkim, w powiecie sieradzkim, w gminie Wróblew. 
| SIMC    | Nazwa     | Rodzaj    |
| ------- | --------- | --------- |
| 0719560 | Buczek    | część wsi |
| 1041277 | Chmielnik | część wsi |
| 0719553 | Izabela   | część wsi |

W latach 1975–1998 miejscowość administracyjnie należała do województwa sieradzkiego.